# FK Sumy (2016)
FK Sumy (ukr. ФК «Суми») – ukraiński klub piłkarski, mający siedzibę w mieście Sumy, w północno-wschodniej części kraju, grający od sezonu 2021/22 w rozgrywkach ukraińskiej Druhiej-lihi.

## Historia
Chronologia nazw:
- 2016: FK LS Group (ukr. ФК «LS Group» Верхня Сироватка)
- 2020: FK Sumy (ukr. ФК «Суми»)

Klub piłkarski LS Group został założony we wsi Werchnia Syrowatka rejonu sumskiego w styczniu 2016 roku przez prezesa firmy prawniczej LS Group Hennadija Demjanenka. Początkowo zespół występował w mistrzostwach obwodu sumskiego. W 2018 zajął trzecie miejsce, a w 2019 zdobył mistrzostwo obwodu. 3 stycznia 2020 klub przeniósł się do Sum i zmienił nazwę na FK Sumy. W sezonie 2020/21 startował w Amatorskiej lidze. W czerwcu 2021 roku klub zgłosił się do rozgrywek Drugiej ligi (D3) i otrzymał status profesjonalny.

## Barwy klubowe, strój, herb, hymn
|  |  |

Klub ma barwy czerwono-niebieskie. Piłkarze domowe spotkania zazwyczaj grają w czerwono-niebieskich koszulkach, niebieskich spodenkach oraz białych getrach.

## Sukcesy

### Trofea międzynarodowe
Do chwili obecnej klub jeszcze nigdy nie zakwalifikował się do rozgrywek europejskich.

### Trofea krajowe
| \| \| Zdobyte trofea w rozgrywkach Ukrainy (stan na: 31-05-2021) \| |                                                            |      |          |
| Rozgrywki                                                           | Osiągnięcie                                                | Razy | Sezon(y) |
| · Mistrzostwo                                                       | I miejsce                                                  | 0    |          |
| · Mistrzostwo                                                       | II miejsce                                                 | 0    |          |
| · Mistrzostwo                                                       | III miejsce                                                | 0    |          |
| Puchar                                                              | zdobywca                                                   | 0    |          |
| Puchar                                                              | finalista                                                  | 0    |          |
| II liga                                                             | I miejsce                                                  | 0    |          |
| II liga                                                             | II miejsce                                                 | 0    |          |
| II liga                                                             | III miejsce                                                | 0    |          |
| Ukraina                                                             | Zdobyte trofea w rozgrywkach Ukrainy (stan na: 31-05-2021) |      |          |

- Druha liha (D3):
  - ?. miejsce (1x): 2021/22 (B)

- Mistrzostwa obwodu sumskiego:
  - mistrz (1x): 2019
  - 3.miejsce (1x): 2018

- Puchar obwodu sumskiego:
  - zdobywca (1x): 2018
  - finalista (1x): 2019

- Superpuchar obwodu sumskiego:
  - zdobywca (1x): 2020

- Puchar regionów obwodu sumskiego:
  - zdobywca (1x): 2018

- Fomenko Cup:
  - zwycięzca (1x): 2019
  - wicemistrz (1x): 2017

- Puchar Hennadija Swirśkoho:
  - zwycięzca (1x): 2020

## Poszczególne sezony

### Rozgrywki międzynarodowe

#### Europejskie puchary
Nie uczestniczył w rozgrywkach europejskich.

### Rozgrywki krajowe
| \| Ukraina \| Bilans występów klubu w rozgrywkach piłkarskich Ukrainy (Stan na 22 lipca 2021 r.) \| \| |                                                                                    |        |       |   |   |   |    |    |     |         |        |        |      |
| Poziom                                                                                                 | Rozgrywki                                                                          | Sezony | Mecze | Z | R | P | B+ | B– | Pkt | Lata    | Awanse | Spadki | Naj. |
| I | Premier-liha                                                                       | 0      |       |   |   |   |    |    |     |         | 0      | 0      |      |
| II | Persza liha                                                                        | 0      |       |   |   |   |    |    |     |         | 0      | 0      |      |
| III | Druha liha                                                                         | 1      |       |   |   |   |    |    |     | od 2021 | 0      | 0      | ?    |
| IV | Amatorska liha                                                                     | 1      |       |   |   |   |    |    |     | 2020/21 | 1      | 0      | 3    |
| | Puchar Ukrainy                                                                     | 0      |       |   |   |   |    |    |     |         | 0      | 0      |      |
| Ukraina                                                                                                | Bilans występów klubu w rozgrywkach piłkarskich Ukrainy (Stan na 22 lipca 2021 r.) |        |       |   |   |   |    |    |     |         |        |        |      |

## Piłkarze, trenerzy, prezydenci i właściciele klubu

### Trenerzy
- 27.05.2020–29.03.2021:  Serhij Strasznenko
- 30.03.2021–...:  Wałerij Kucenko

### Prezydenci
- 2016–...:  Hennadij Demjanenko

## Struktura klubu

### Stadion
Klub piłkarski rozgrywa swoje mecze domowe na stadionie Juwiłejny w Sumach, który może pomieścić 25 830 widzów.

## Kibice i rywalizacja z innymi klubami

### Derby
- FK Trostianeć
- Wiktorija Mykołajiwka